# Georg Reiche (Verwaltungsbeamter)
Georg Reiche (* 1618 in Kiel; begraben am 9. August 1663 in Itzehoe) war ein deutscher Verwaltungsbeamter.

## Leben und Wirken
Georg Reiche war ein Sohn des Kieler Kaufmanns Christoffer Reiche und Catharina Fritze, deren Vater der Kieler Ratsherr Georg Fritze war. Er besuchte wahrscheinlich eine Schule in Kiel und schrieb sich 1634 für ein Jurastudium an der Universität Rostock ein. 1637 wechselte er an die Universität Königsberg und lernte danach in Frankreich und den Niederlanden. Eine Schwester seines Vaters, die die Ehefrau des Landkanzlers Hinrich von Hatten war, verhalf ihm danach wohl zu dem Beginn einer Laufbahn in der königlichen Verwaltung.
Anfang der 1640er Jahre arbeitete Reiche als Pagenhofmeister für Friedrich III. in Bremen, der 1644 aufgrund des Deutsch-Dänischen Krieges von Bremervörde nach Glückstadt ging. Reiche blieb vermutlich in dessen Diensten und arbeitete dort ab 1644 als Zahlkommissar der Garnison. Anfang Mai 1649 wurde er zum Landschreiber von Süderdithmarschen ernannt, der Steuern erhob. Kurz darauf heiratete er Margaretha Steinmann, die eine Tochter des Amtsverwalters Jacob Steinmann war. Dadurch bekam er Zugang zu einer einflussreichen Beamtenfamilie.
Reiche arbeitete in Meldorf und übernahm 1663 nach dem Tod von Jacob Steinmann dessen Stelle als Amtsverwalter von Steinburg. Der König ernannte ihn zum Rat, woraufhin Reiche nach Itzehoe zog, wo er kurze Zeit später verstarb und in der Gruft der Familie Steinmann beigesetzt wurde. Sein Leichnam wurde 1679 nach Krempe überführt.
Reiche hatte bezeugt einen Sohn namens Joachim, der 1681 Amtsverwalter in Segeberg und 1682 königlicher Rat in Glückstadt wurde. Seine Ehefrau heiratete in zweiter Ehe den Ingenieursoffizier Johann Wittemak.
Der Chronist Hans Detleff schrieb, dass Reiche ein „gelahrter und vorschedener Spraken erfahrner Mann“ gewesen sei. Unklar ist, welche Leistungen er als Beamter erbrachte, wobei nicht anzunehmen ist, dass er nur aufgrund seiner Verwandtschaftsverhältnisse in seine Ämter gelangte.

## Werke
Während seiner Zeit in Bremervörde lernte er Johann Rist kennen, mit dem er eng verbunden war. 1647 schrieb er ein umfangreiches Ehrengedicht über Rists „Das Friedewünschende Teutschland“, im Jahr darauf ein ebensolches über die dänische Liedersammlung „Astree Siunge-Choer“ von Søren Terkelsen, der als Zolleinnehmer in Glückstadt arbeitete. Beiden Gedichten ist anzusehen, dass der Autor stilistisch geübt schrieb. Rist selbst verfasste 1649 anlässlich von Reiches Hochzeit ein langes Glückwunschgedicht. Dieses ist heute eine bedeutende Quelle für Historie des 1648 von ihm gegründeten Elbschwanenordens. Neben Terkelsen, der den Namen „Celadon“ trug, ist dem Gedicht zu entnehmen, dass Reiche literarisch interessierten Kreisen aus Glückstadt angehörte. Außerdem trägt Rists zweites Monatsgespräch „Das AllerEdelste Leben“, das er kurz vor Reiches Tod verfasste, eine Widmung an ihn und zwei weitere Personen.